# Biserica „Izvorul Tămăduirii” din Calafat
Biserica „Izvorul Tămăduirii” sau Biserica Grecească este o biserică monumentală, care a fost ridicată între 1864-1874 de comunitatea grecească din urbea Calafat, Oltenia, România. Ctitorul acesteia este un grec pe nume Hagi Panait Theodoru și soția Ana. Acesta este și mare cavaler de Rodos, un titlu de noblețe echivalent cu acela al Cavalerilor de Malta.

## Istorie

### Războiul de Independență al României

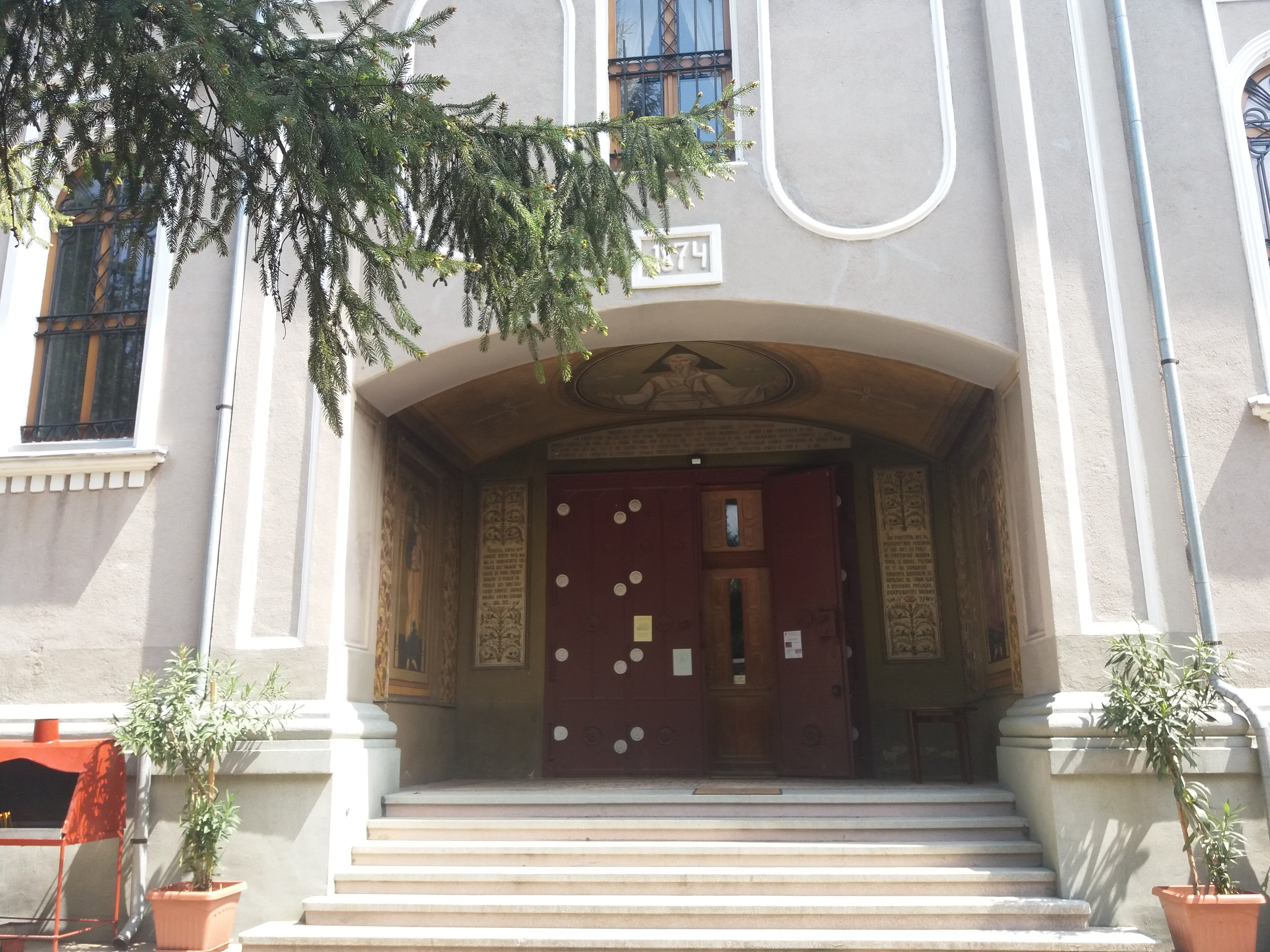
Biserica „Izvorul Tămăduirii” cu intrarea monumentală

Aceasta a suferit mari pagube în timpul Războiului de Independență, fiind lovită de obuzele inamice, care i-au distrus complet turla.

Aceast lucru este consemnat de comandantul artileriei orașului, unde se menționează că:
„„17 lovituri au fost îndreptate asupra Bisericii Grecești, unde se găsea ofițerul observator și stația telegrafică; un obuz a lovit ușa bisericii, a intrat înăuntru, a explodat și a sfărâmat ornamentele; un altul a pătruns în acoperiș, un al treilea a lovit turnul. În urma acestora, ofițerul nu mai putea face observațiile din cauza zgomotului și a norului de pulbere.

Un al patrulea obuz pătrunde prin fereastra din fața bisericii rupând grilele, face explozie în interior dărâmând și lovind mai multe părți din interior, un al cincilea lovește în turnul din mijloc trecând prin ferestrele pe care le scoate din zidărie și în fine, al șaselea cade înâuntrul bisericii, rupând sârmele conductoare și aparatele.

Din acest moment, atât ofițerul cât și telegrafiștii geniului au fost siliți a părăsi biserica și a se adăposti mai înapoi și în lături după un mal de pământ”.”
Finalul războiului și obținerea independenței au fost sărbătorite printre ruine.

### Primul Război Mondial
După Primul Război Mondial membrii acestei comunități se diminuează. Din familia ctitorului rămâne doar Theodora Theodoris, care se căsătorise cu Mihalache Coandă, arendaș din Perișor - Dolj. Fiul lor, Constantin Coandă, a fost tatăl marelui savant Henri Coandă.

### Al Doilea Război Mondial
În timpul celui de-Al Doilea Război Mondial un obuz lansat de pe navele de război germane care urcau în amonte pe Dunăre a intrat în biserică prin unul din geamurile din nord explodând în interior. Acesta a distrus toată latura de nord a bolților și o parte din catapeteasmă. Schijele aruncate de acesta au intrat în pereții naosului, afectând grav pictura și policandrele. Acest eveniment a avut loc în ziua de 26 august 1944, dată la care biserica a fost abandonată și închisă pentru treizeci de ani.

### Redeschiderea
A fost predată Mitropoliei Olteniei de către ultimii greci din oraș de la acea vreme. Aceasta a fost deschisă în anul 1974 de către preotul Valerian Tudor, care a absolvit printre premianți atât Seminarul Teologic, cât și Facultatea de Teologie, lucrase 11 ani în sectorul de stat, la Serviciul tehnic al Combinatului Siderurgic din Hunedoara, avea 36 de ani, era căsătorit și avea o fetiță. Acesta a devenit preot după o perioadă în care a venit câte un preot de la Catedrala Mitropolitană din Craiova în urma vizitei efectuate de Mitropolitul Olteniei din perioada respectivă Teoctist Arăpașu.

## Legături externe
- Omagiu la 75 de ani de viață
- Moștenirea familiei Theodoru